# レーパーバーン
レーパーバーン（Reeperbahn）は、ドイツ・ハンブルクのザンクトパウリ地区にある歓楽街。船員たちを相手にした性風俗産業が古くから盛んであり、「世界で最も罪深い1マイル」などとも称される。ビートルズが世界的に有名になる前、このレーパーバーンが活動の中心地であり、巡礼の一環として訪れるファンもいる。「レーパー」という語は低地ドイツ語のロープから由来しており、かつては船用のロープを製造する地域であった。

## 歴史

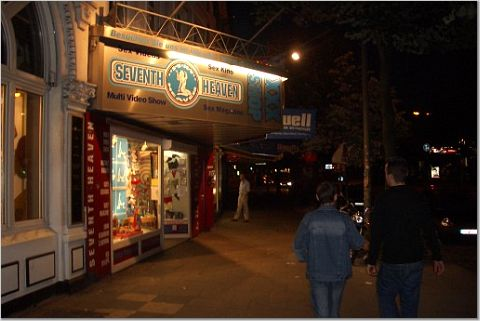
レーパーバーンの風景

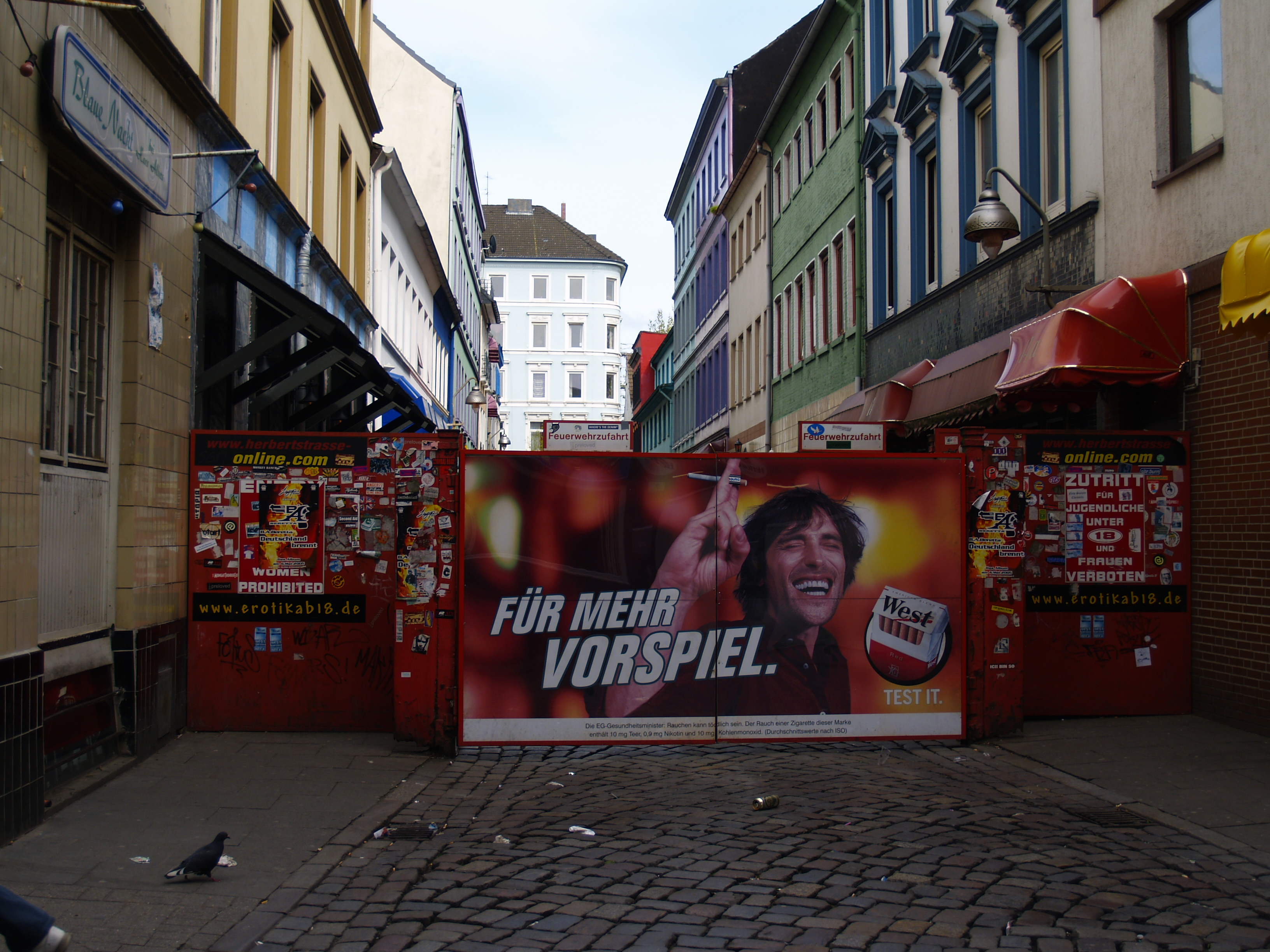
「飾り窓」地域（赤線地域）の入り口。文字通りの赤線。

ハンブルクはドイツ屈指の港湾都市であり、長い航海を経て港へ帰還した船員が上陸する地であった。大勢の海の男たちは、無事港へと戻ると女性とのひとときを求めて歓楽街へと駆け込んだため、風俗産業が発展していった。また、この地には多くの合法・非合法的な移民が居住し、小規模な中華街も形成されたほどであったように、各地の文化が混合する空間でもあった。
1933年、アドルフ・ヒトラー率いるナチス（国民社会主義ドイツ労働者党）が政権を掌握した。家父長的な家庭の安定やドイツ民族の純化を主張するナチスにとって、レーパーバーンは家庭の団欒を破壊し、ドイツ文化を侵害する容認しがたい空間とみなされた。非合法移民への厳しい取り締まりは保守層のナチスへの信頼感を深め、風俗産業にも厳しい締め付けが行われた。第二次世界大戦の末期には中国人移民が捕らえられ、強制収容所で処刑された。ドイツ軍が劣勢に陥ると、レーパーバーンは連合軍の攻撃によって荒廃した。
第二次世界大戦後、ファシズムによる統制から脱したレーパーバーンは、街を立て直してかつての「自由」を取り戻した。通りの看板でも自由を讃えた文言がみられる。現在では、レストラン、クラブ、ストリップ、ビデオ店、大人向けの道具屋などが軒を並べ、一角には「飾り窓」地域が存在する。（この地域の入り口には警官が常駐し、18歳未満の子供と女性が立ち入ることはできない。この点で、性別年齢を問わず通行可能なオランダ・アムステルダムの「飾り窓」地域とは異なっている。）また、エロティックアート博物館（日本における秘宝館）にも多くの訪問客が訪れる。

## 文化

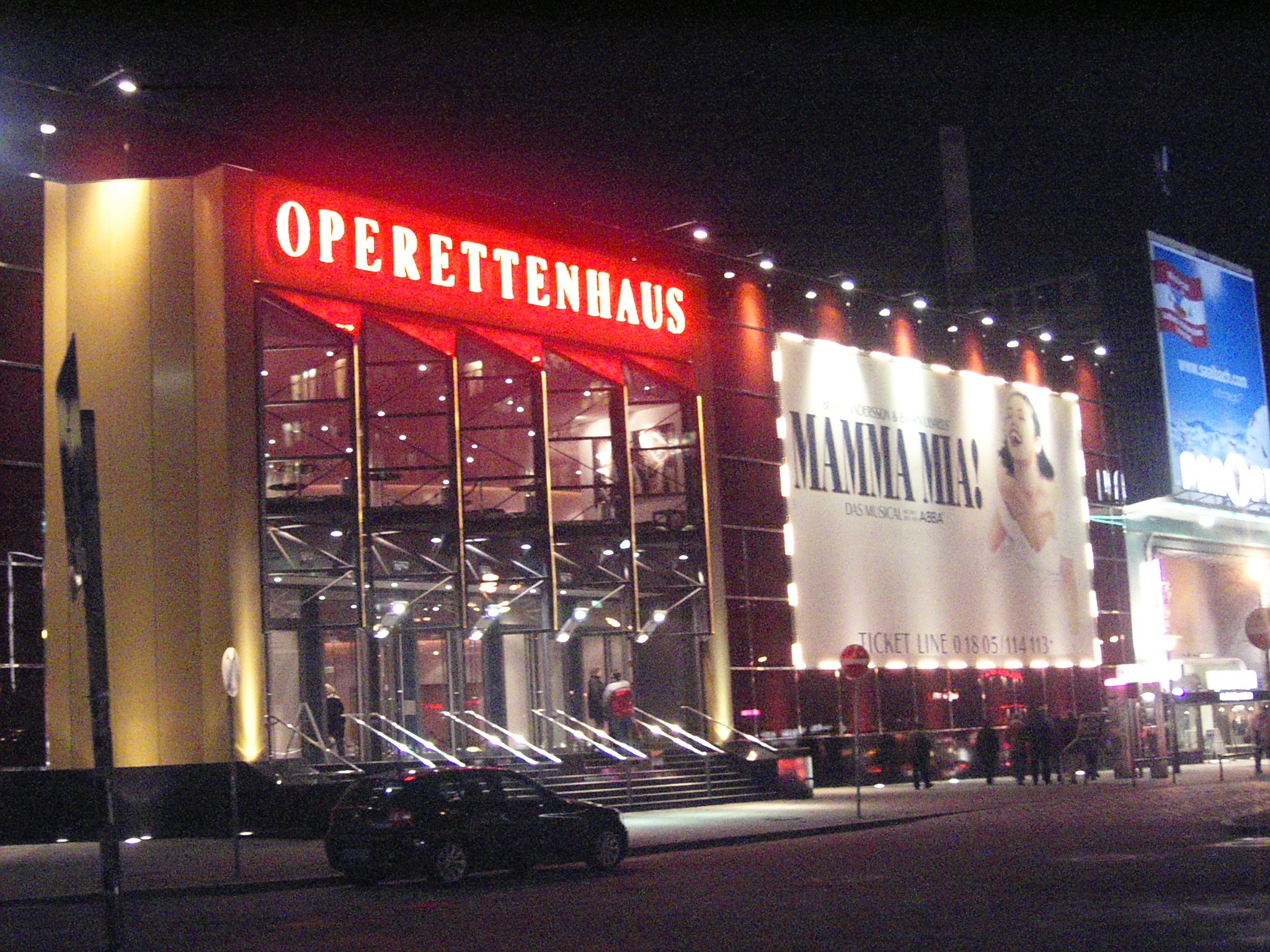
オペラッタハウス

初期のビートルズは、この地区のライブハウス「スタークラブ」（ジミ・ヘンドリックス、ブラック・サバス、クリームなども出演したライブハウス）などでのライヴ活動を中心としており、バンド最初のレコーディングもこの地で収録された。
街の一角にあるオペレッタハウスも有名であり、これは例えば名称の似たドレスデン・オペレッタ劇場がオペラとオペレッタを上演する歌劇場であるのに対し事実上のミュージカル劇場である。近年では「キャッツ」「マンマ・ミーア!」などのミュージカルが上演されている。また、クラブ音楽の発信地の一つでもあり、点在する各クラブが様々なジャンルの音楽を扱っている。一方で、麻薬取引などの犯罪が多発する地域でもあり、警察が厳重に取り締まりを図っている。2006年に開催されたワールドカップを狙い、東欧などから非合法に売春婦が押し寄せる懸念が強まっていた。